# 깐짜나부리
깐짜나부리(태국어: กาญจนบุรี)는 태국 서부의 읍(테사반 므앙)이자 깐짜나부리주의 수도이다. 인구는 2002년 기준으로 885,112명이다. 므앙깐짜나부리군에 속한다.

## 위치
깐짜나부리는 쾌노이강과 쾌야이강이 합류해 매끌롱강의 북쪽 기슭에 놓여있다. 산맥의 가장자리에 위치해 태국 중부의 다른 주들에 비해 훨씬 시원하다. 도시에는 두 개의 주요 상업 지구가 있다. 도심 지역은 격자형으로 된 거리와 사무용 건물, 상점, 쇼핑몰이 있고 수변 지역의 업체들은 대개 쾌이 강 도로를 따라 훨씬 서쪽에 위치한다. 1년에 한번씩 읍의 다리 옆에서는 축제가 열린다. 밤에는 2차 대전 때 다리가 폭파된 것을 재연하는 작은 불꽃 놀이가 열린다.

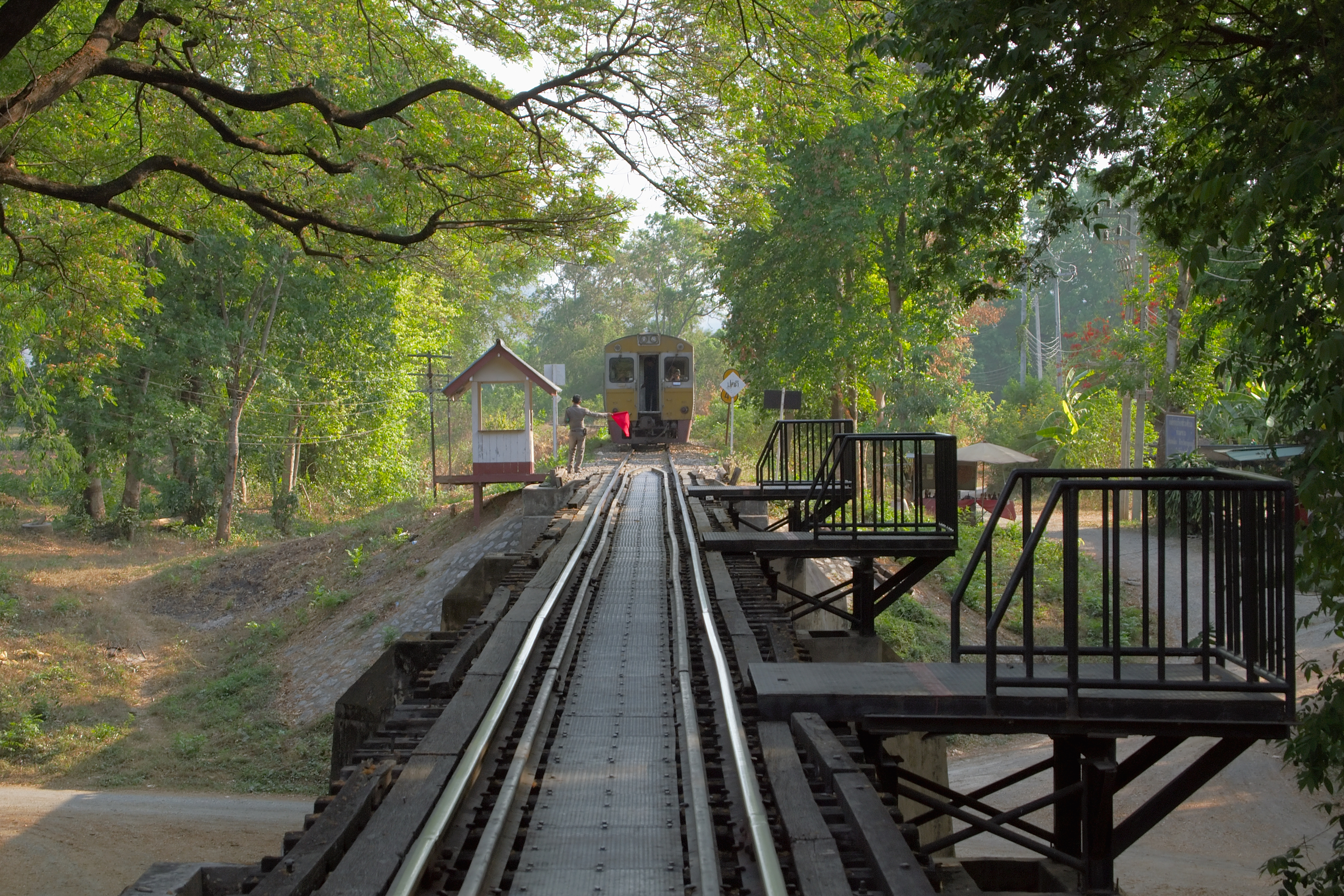
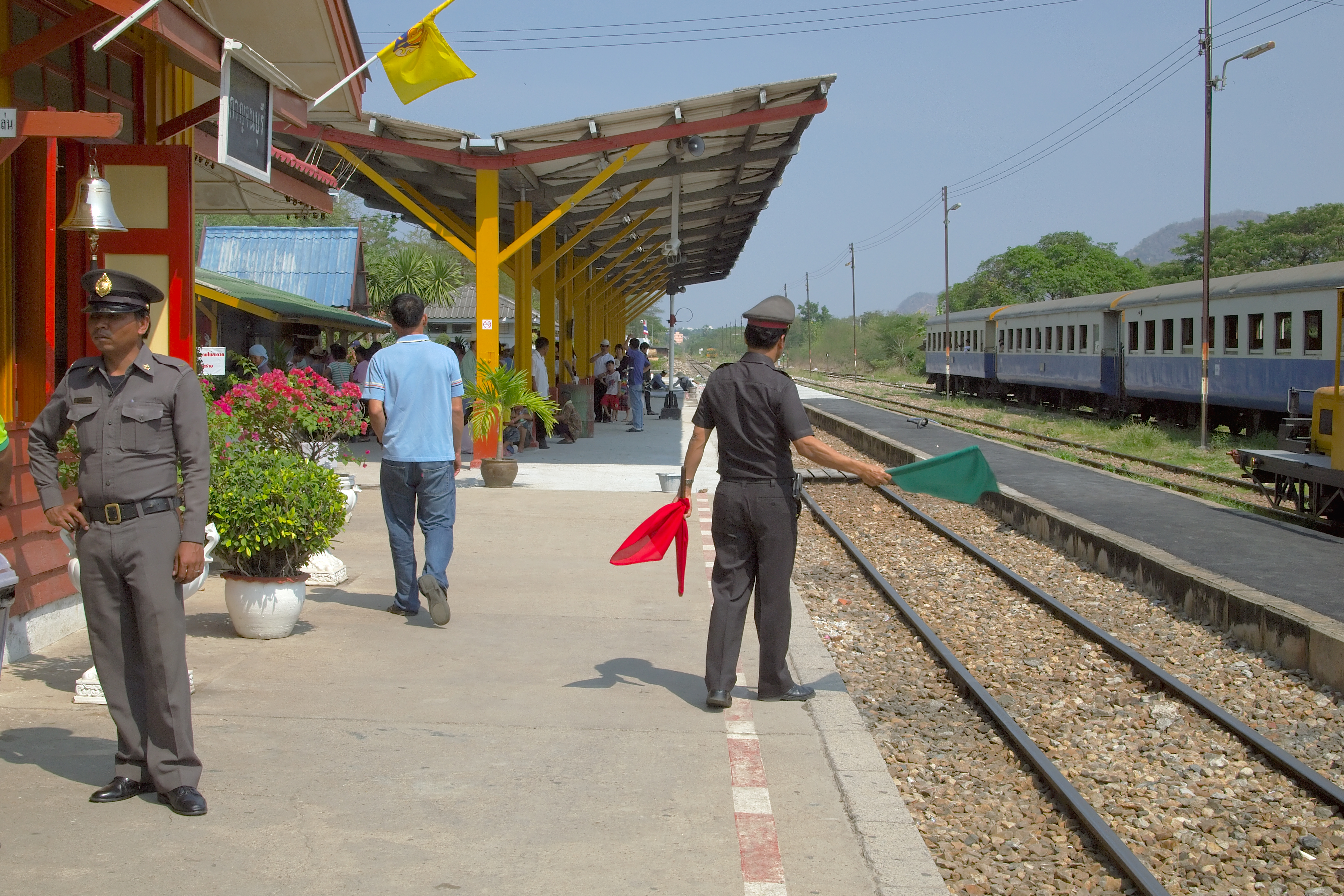
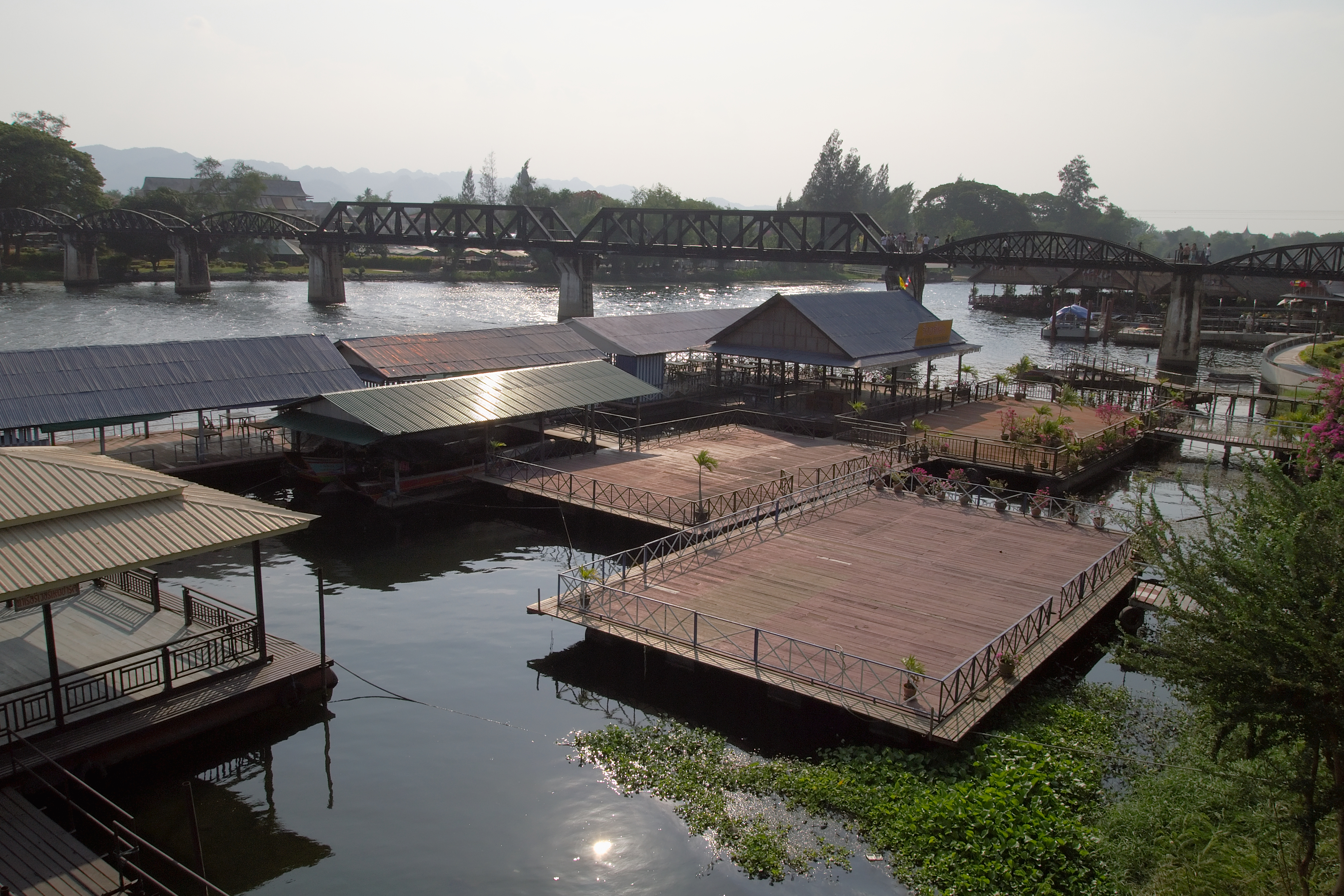

## 기후
| 깐짜나부리의 기후                                                             | 깐짜나부리의 기후 | 깐짜나부리의 기후 | 깐짜나부리의 기후 | 깐짜나부리의 기후 | 깐짜나부리의 기후 | 깐짜나부리의 기후 | 깐짜나부리의 기후 | 깐짜나부리의 기후 | 깐짜나부리의 기후 | 깐짜나부리의 기후 | 깐짜나부리의 기후 | 깐짜나부리의 기후 | 깐짜나부리의 기후 |
| 월                                                                            | 1월               | 2월               | 3월               | 4월               | 5월               | 6월               | 7월               | 8월               | 9월               | 10월              | 11월              | 12월              | 연간              |
| ----------------------------------------------------------------------------- | ----------------- | ----------------- | ----------------- | ----------------- | ----------------- | ----------------- | ----------------- | ----------------- | ----------------- | ----------------- | ----------------- | ----------------- | ----------------- |
| 역대 최고 기온 °C (°F)                                                        | 38.4 (101.1)      | 40.8 (105.4)      | 42.3 (108.1)      | 44.0 (111.2)      | 42.8 (109.0)      | 40.6 (105.1)      | 39.7 (103.5)      | 39.4 (102.9)      | 39.8 (103.6)      | 36.0 (96.8)       | 38.0 (100.4)      | 36.4 (97.5)       | 44.0 (111.2)      |
| 일평균 최고 기온 °C (°F)                                                      | 33.0 (91.4)       | 35.3 (95.5)       | 37.0 (98.6)       | 38.0 (100.4)      | 36.3 (97.3)       | 34.8 (94.6)       | 33.9 (93.0)       | 33.8 (92.8)       | 33.7 (92.7)       | 32.4 (90.3)       | 32.1 (89.8)       | 31.7 (89.1)       | 34.3 (93.8)       |
| 일일 평균 기온 °C (°F)                                                        | 26.3 (79.3)       | 28.2 (82.8)       | 29.9 (85.8)       | 31.1 (88.0)       | 30.2 (86.4)       | 29.4 (84.9)       | 28.8 (83.8)       | 28.6 (83.5)       | 28.3 (82.9)       | 27.7 (81.9)       | 26.9 (80.4)       | 25.7 (78.3)       | 28.4 (83.2)       |
| 일평균 최저 기온 °C (°F)                                                      | 20.4 (68.7)       | 22.1 (71.8)       | 24.3 (75.7)       | 25.6 (78.1)       | 25.7 (78.3)       | 25.3 (77.5)       | 24.9 (76.8)       | 24.8 (76.6)       | 24.5 (76.1)       | 23.7 (74.7)       | 22.3 (72.1)       | 20.3 (68.5)       | 23.7 (74.6)       |
| 역대 최저 기온 °C (°F)                                                        | 5.5 (41.9)        | 12.1 (53.8)       | 13.9 (57.0)       | 17.9 (64.2)       | 20.5 (68.9)       | 22.9 (73.2)       | 21.1 (70.0)       | 22.2 (72.0)       | 20.2 (68.4)       | 17.0 (62.6)       | 11.6 (52.9)       | 6.8 (44.2)        | 5.5 (41.9)        |
| 평균 강수량 mm (인치)                                                         | 7.6 (0.30)        | 18.3 (0.72)       | 39.4 (1.55)       | 66.4 (2.61)       | 139.4 (5.49)      | 98.9 (3.89)       | 106.0 (4.17)      | 100.6 (3.96)      | 219.0 (8.62)      | 206.3 (8.12)      | 44.6 (1.76)       | 7.2 (0.28)        | 1,053.7 (41.48)   |
| 평균 강수일수 (≥ 1.0 mm)                                                      | 0.8               | 1.1               | 2.6               | 4.2               | 10.1              | 10.0              | 10.6              | 11.0              | 13.8              | 12.0              | 3.5               | 0.8               | 80.5              |
| 평균 상대 습도 (%)                                                            | 64.5              | 62.5              | 62.6              | 63.4              | 69.9              | 72.1              | 73.1              | 73.9              | 76.5              | 79.4              | 72.3              | 65.9              | 69.7              |
| 평균 월간 일조시간                                                            | 263.5             | 245.8             | 238.7             | 240.0             | 155.0             | 114.0             | 117.8             | 117.8             | 108.0             | 145.7             | 186.0             | 260.4             | 2,192.7           |
| 평균 일일 일조시간                                                            | 8.5               | 8.7               | 7.7               | 8.0               | 5.0               | 3.8               | 3.8               | 3.8               | 3.6               | 4.7               | 6.2               | 8.4               | 6.0               |
| 출처 1: 세계기상기구 (평년값: 1991년~2020년), 태국 기상청 (극값: 1951년~현재) |                   |                   |                   |                   |                   |                   |                   |                   |                   |                   |                   |                   |                   |
| 출처 2: 태국 수자원수문학사무소 (일조시간: 1981년~2010년)                     |                   |                   |                   |                   |                   |                   |                   |                   |                   |                   |                   |                   |                   |

## 콰이강의 다리
콰이강의 다리는 영화(콰이강의 다리)와 소설 등으로 세계적으로 유명해진 다리로 죽음의 철길(Death Railway)이라고도 불린다. 제2차 세계 대전 중 일본 군대의 지휘, 감독하에 연합군 전쟁포로들이 투입되어 건설되었다. 다리의 건축기간은 약 1년 정도 소요되어 1943년 10월에 완축했으며, 일본 군인들과 쾌노이강을 건너는 전략 공급품을 운송하기 위해 미얀마와 연결되어 있었다. 다리의 역사를 말해주는 야외극이 매년 11월말에서 12월초까지 열리고 있다.